# Mzilate
Mzilate (àrab امزيلات) és una comuna rural de la província d'Essaouira de la regió de Marràqueix-Safi. Segons el cens de 2014 tenia una població total de 4.209 persones.